# 桑利斯 (加来海峡省)
桑利斯（法語：Senlis）是法国上法兰西大区加来海峡省的一个市镇，属于蒙特勒伊区。该市镇2009年时的人口为163人。

## 人口
桑利斯人口变化图示
| 数据来源：INSEE |